# Paraskiewi Tsiamita
Paraskiewi Tsiamita (gr.: Παρασκευή Τσιαμήτα, Paraskev̱í̱ Tsiamí̱ta; ur. 10 marca 1972) – grecka lekkoatletka, trójskoczkini.

## Osiągnięcia
- złoty medal mistrzostw świata (Sewilla 1999)
- 2. miejsce podczas Finału Grand Prix IAAF (Monachium 1999)

## Rekordy życiowe
- trójskok - 15.07 (1999) najlepszy wynik na świecie w 1999
- skok w dal - 6.93 (1999)
- trójskok (hala) - 14.63 (1999)